# Louis Hébert (officier)
Louis Hébert (13 maart 1820 – 20 januari 1901) was een Amerikaanse leraar, ingenieur, redacteur, schrijver en militair. Tijdens de Amerikaanse Burgeroorlog diende hij als brigadegeneraal bij het Confederate States Army.

## Vroege jaren
Louis Hébert werd geboren op 13 maart 1820 in Iberville Parish, Louisiana. Hij was de neef van ingenieur en gouverneur van Louisiana  Paul Octave Hébert. Louis Hébert werd toegelaten tot de United States Military Academy in West Point. Hij studeerde af in 1845 en werd benoemd tot tweede luitenant. Hij hielp mee aan de constructie van Fort Livingston in Louisiana. Hébert nam ontslag uit het United States Army op 15 februari 1846 om de plantage van zijn ziekelijke vader over te nemen. In 1847 werd hij benoemd als officier in de Louisiana State Militia. Tussen 1855 en 1860 was hij hoofdingenieur van zijn thuisstaat.

## Amerikaanse Burgeroorlog

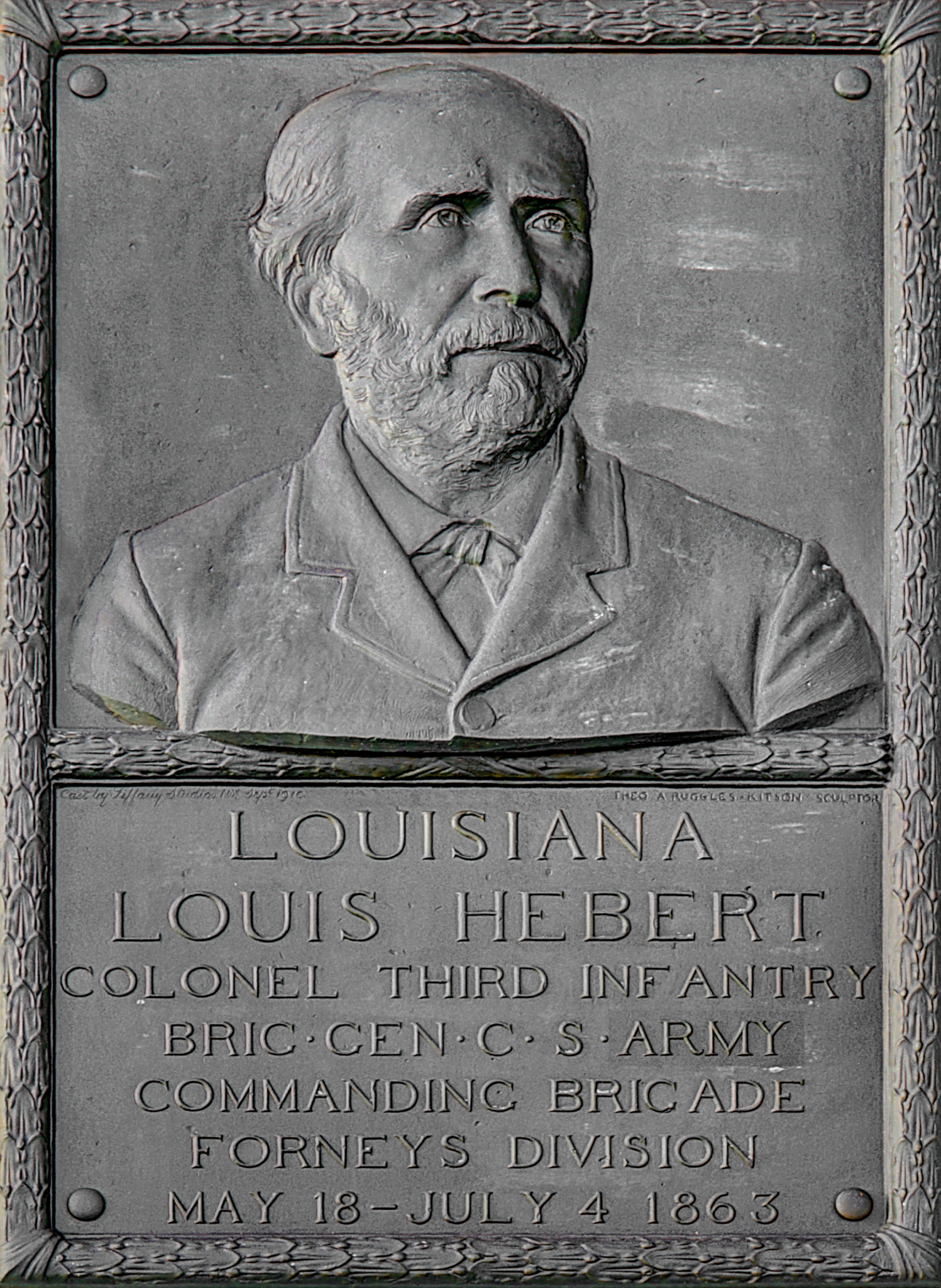
Reliëf van Hébert door T.A.R. Kitson in het Vicksburg National Military Park

Op 11 mei 1861 werd Hébert benoemd tot kolonel van het 3rd Louisiana Infantry Regiment in het Confederate States Army. Zijn regiment kreeg zijn vuurdoop tijdens de Slag bij Wilson's Creek. Toen brigadegeneraal Benjamin McCulloch tijdens de Slag bij Pea Ridge het bevel kreeg over een divisie nam Hébert zijn plaats in aan het hoofd van zijn brigade. Toen McCulloch en zijn plaatsvervanger, brigadegeneraal James M. McIntosh, sneuvelden; was Hébert de bevelhebber van de divisie. Maar Hébert werd gevangen genomen voor hij het bevel op zich kon nemen.
Hij werd op 20 maart 1862 vrijgelaten na een gevangenenruil. Op 26 mei 1862 werd hij bevorderd tot brigadegeneraal. Hij voerde een brigade aan tijdens de Slag bij Iuka op 19 september 1862 en een divisie tijdens de Tweede Slag bij Corinth op 3 en 4 oktober 1862. Ook tijdens de belegering van Vicksburg voerde hij het bevel over een brigade. Na de overgave van Vicksburg door luitenant-generaal John C. Pemberton werd Hébert opnieuw gevangen genomen. Op 13 oktober 1863 werd hij vrijgelaten. Daarna diende hij in het Cape Fear District in North Carolina als artillerie-officier en hoofdingenieur. Hébert was bevelhebber van de zware artillerie in en rond Fort Fisher.

## Latere jaren
Na de oorlog ging Hébert aan de slag als uitgever en redacteur van de Iberville South, een lokale krant in St. Martin Parish in Louisiana. Hij gaf ook les in verschillende privéscholen.
Louis Hébert overleed op 7 januari 1901. Hij werd begraven op de oever van de Bayou Teche op 10 km ten noorden van Breaux Bridge, Louisiana. Omdat zijn graf op privaat domein lag, werd zijn stoffelijk overschot op 26 oktober 2002 herbegraven op de St. Joseph Catholic Cemetery Cecelia. Dit werd mogelijk gemaakt dankzij de steun van de Sons of Confederate Veterans.